# Fourneville
Fourneville település Franciaországban, Calvados megyében. Lakosainak száma 478 fő (2022. január 1.). Fourneville Genneville, Gonneville-sur-Honfleur, Saint-Gatien-des-Bois és Le Theil-en-Auge községekkel határos.

## Népesség
A település népességének változása:
| Lakosok száma | 264  | 291  | 343  | 455  | 492  | 506  | 495  | 484  | 477  | 478  |
|               | 1968 | 1982 | 1990 | 2006 | 2013 | 2015 | 2017 | 2019 | 2020 | 2022 |